# Power trio

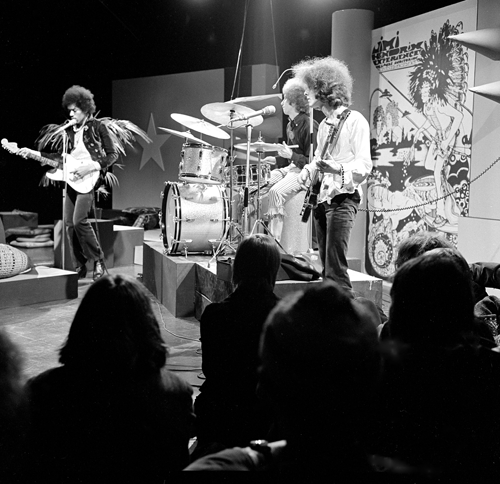
La Jimi Hendrix Experience

Un power trio és un format de banda de rock and roll que té una formació de guitarra elèctrica, baix i bateria (bateria i plats), deixant de banda una segona guitarra rítmica o instrument de teclat que s'utilitzen sovint en altres bandes de música rock que són quartets i quintets. Les bandes de rock més grans sovint utilitzen una o més seccions rítmiques addicionals per omplir el so amb acords i parts d'harmonia.
La majoria de power trios de heavy metal i rock dur fan servir el guitarrista elèctric per a dues funcions; durant gran part de la cançó, toquen la guitarra rítmica, toquen la progressió d'acords de la cançó i interpreten els riffs importants de la cançó, i després canvien a un paper de guitarra principal durant el solo. Mentre que un o més membres de la banda normalment canten mentre toquen els seus instruments, els power trios de música hard rock i heavy metal generalment emfatitzen la interpretació instrumental i l'impacte sonor general per sobre de la veu i les lletres. Un exemple de power trio és Motörhead, el vocalista principal del qual, Lemmy, tocava el baix. Tot i que bandes de quatre membres com ara The Who o Led Zeppelin poden funcionar instrumentalment com a power trio, amb tres instrumentistes i un vocalista principal, aquestes bandes no solen ser considerades com a power trios.

## Història
L'auge dels power trios a la dècada de 1960 va ser possible en part pels desenvolupaments en la tecnologia d'amplificadors que van millorar molt el volum de la guitarra elèctrica i el baix. Com que el baix amplificat també podia sonar més fort, la resta de la banda també podia tocar a volums més alts, sense por de no poder escoltar el baix. Això va permetre que una banda de tres persones tingués el mateix impacte sonor que una gran banda, però deixava molt més espai per a la improvisació i la creativitat, sense la necessitat d'arranjaments detallats. Igual que amb el trio d'orgues, un grup de soul jazz de la dècada de 1960 centrat en l'orgue Hammond amplificat, un grup de tres peces podria omplir un gran bar o club amb un gran so per un preu molt més baix que una gran banda de rock and roll. Els power trios, almenys en la seva encarnació de blues rock, també es considera que es van desenvolupar a partir de les bandes de l'estil de Chicago blues com el trio de Muddy Waters.

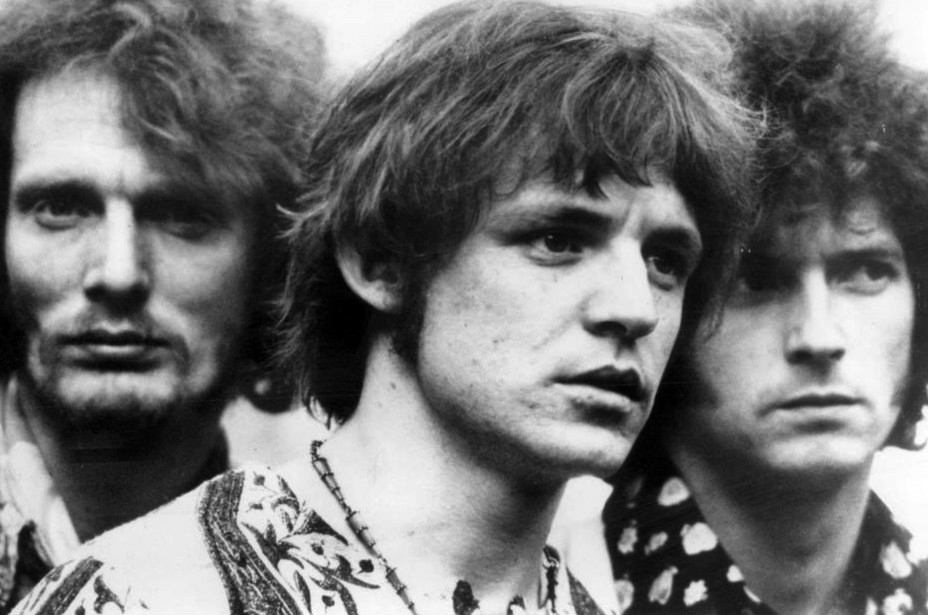
Cream.

A més de les millores tecnològiques, un altre impuls per a l'ascens del power trio va ser el virtuosisme de guitarristes com Eric Clapton, Jimi Hendrix i Rory Gallagher, que bàsicament podien cobrir tant els papers de guitarra rítmica com de guitarra principal en una actuació en directe. El 1964, Frank Zappa tocava la guitarra en un power trio the Muthers, amb Paul Woods al baix i Les Papp a la bateria. L'any 1966 es va formar el trio prototípic de blues-rock Cream, format per Eric Clapton a la guitarra/veu, Jack Bruce al baix/veu i Ginger Baker a la bateria. Altres bandes de trio de poder de blues rock i rock dur influents de la dècada de 1960 van ser la Jimi Hendrix Experience, Blue Cheer, Grand Funk Railroad, James Gang amb Joe Walsh i Taste.

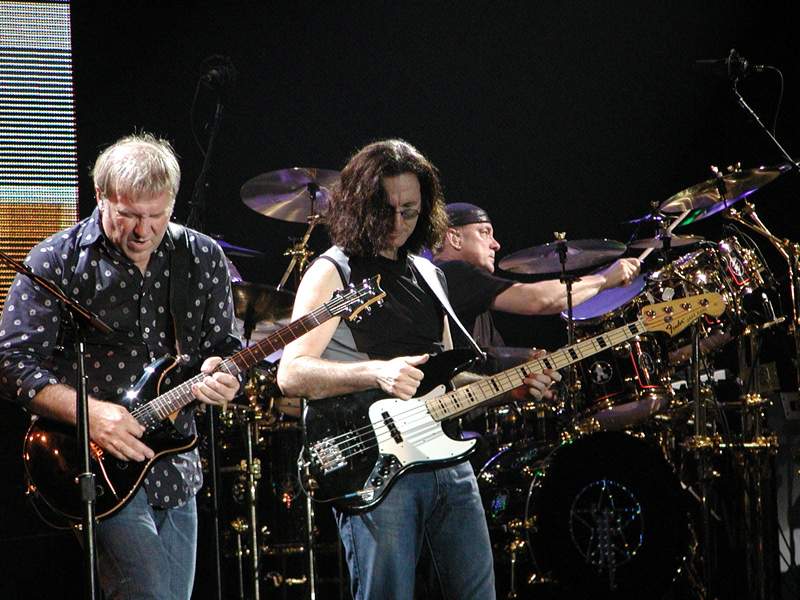
Rush.

Power trios famosos de la dècada de 1970 inclouen els grups canadencs de rock progressiu Rush i Triumph, la banda estatunidenca ZZ Top, la banda britànica de heavy metal Motörhead i Robin Trower. Emerson, Lake & Palmer (així com la seva branca Emerson, Lake &amp; Powell), que tot i que substitueix el guitarrista per un teclista, se sol considerar com un power trio, ja que Keith Emerson complia el ritme i liderava tocant els teclats que normalment caurien sobre el guitarrista, mentre que el baixista (i guitarrista ocasional) Greg Lake era el vocalista. El 1968 es va formar a l'Argentina el power trio Manal, i va ser el primer grup que va compondre música blues en castellà.

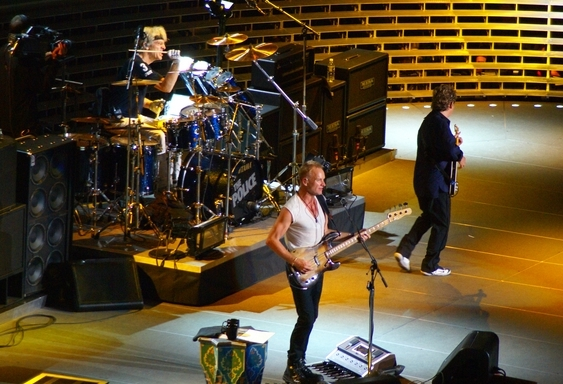
The Police.

Després de la dècada de 1970, el concepte "power trio" es va aplicar al grup de new wave the Police, el grup de grunge Nirvana, les bandes d'Extreme metal Hellhammer i Gallhammer, les bandes de rock alternatiu Hüsker Dü i Concrete Blonde, de mod revival The Jam, hard rock /banda de metall progressiu King's X, la banda de rock progressiu Rush, la banda post-grunge Silverchair, les bandes alternatives Presidents of the United States of America, Goo Goo Dolls, Primus, Everclear, Muse i Eve 6, les bandes de pop punk com Green Day, Blink-182, Alkaline Trio i MxPx, i els grups de rock argentins com Soda Stereo, Divididos, A.N.I.M.A.L. i From Power Project. A més, a la dècada de 1990, es van començar a formar trios de rock al voltant de diferent instrumentació, des de la banda Morphine, amb un saxo baríton en comptes d'una guitarra elèctrica, fins a Ben Folds Five que substituïa la guitarra per diversos teclats, principalment el piano.